# Villmanstrands flygplats
Villmanstrands flygplats (IATA: LPP, ICAO: EFLP) (finska: Lappeenrannan lentoasema) ligger i utkanten av staden Villmanstrand i östra delen av Finland.
Det går sedan 2010 inte längre något flyg till Helsingfors, eftersom tåg via Lahtis direktbana (som öppnades 2006) bara tar två timmar. Antalet passagerare har från 2006 varierat mycket på grund av konkurrens från Helsingfors och Sankt Petersburgs flygplatser. Antalet minskade från 49 000 (varav 93 % inrikes) år 2005 till 14 000 år 2009. Men antalet har ökat igen kraftigt till 116.267 (318 per genomsnittlig dag, varav 99 % utrikes) år 2011, och sedan minskat igen. Många ryssar kommer för att flyga med Ryanair, som började flyga hit i början av 2010. Ryanair beslutade 2015 lägga ned flygningarna från Villmanstrand under vintern, vilket gjorde att flygplatsen blev utan flygningar. Charterflygningar till Sydeuropa återstartades 2017, och Ryanair återupptog flygningar 2018, dock med vinteruppehåll.

## Destinationer
- Charterbolag: bl.a. Chania
- Ryanair: Bergamo